# Hildaly Domínguez
Hildaly Dellanira Domínguez Núñez, là một chủ nhân cuộc thi từ Guárico, Venezuela, người đã tham dự cuộc thi Hoa hậu Venezuela 2008 vào ngày 10 tháng 9 năm 2008.
Domínguez đã giành danh hiệu Hoa hậu Guárico 2008 trong một cuộc thi cấp tiểu bang được tổ chức tại San Juan de los Morros, Venezuela vào ngày 5 tháng 4 năm 2008.